# S.O.S.羅馬尼亞
S.O.S.羅馬尼亞（羅馬尼亞語：S.O.S. România）是羅馬尼亞的一個成立於2021年的極右翼政黨。S.O.S.羅馬尼亞被认为是右翼民粹主義、社会保守主义與领土收复主义政黨。此外，S.O.S.羅馬尼亞亦以其歐洲懷疑主義立场而闻名，並被认为比右翼至极右翼的罗马尼亚人团结联盟更为激进。S.O.S.羅馬尼亞也被描述为与俄罗斯关系密切的政黨。自2022年5月起，S.O.S.羅馬尼亞一直由經罗马尼亚人团结联盟比例代表名單當選參議院议员的迪亚娜·绍什瓦克领导。

## 歷史

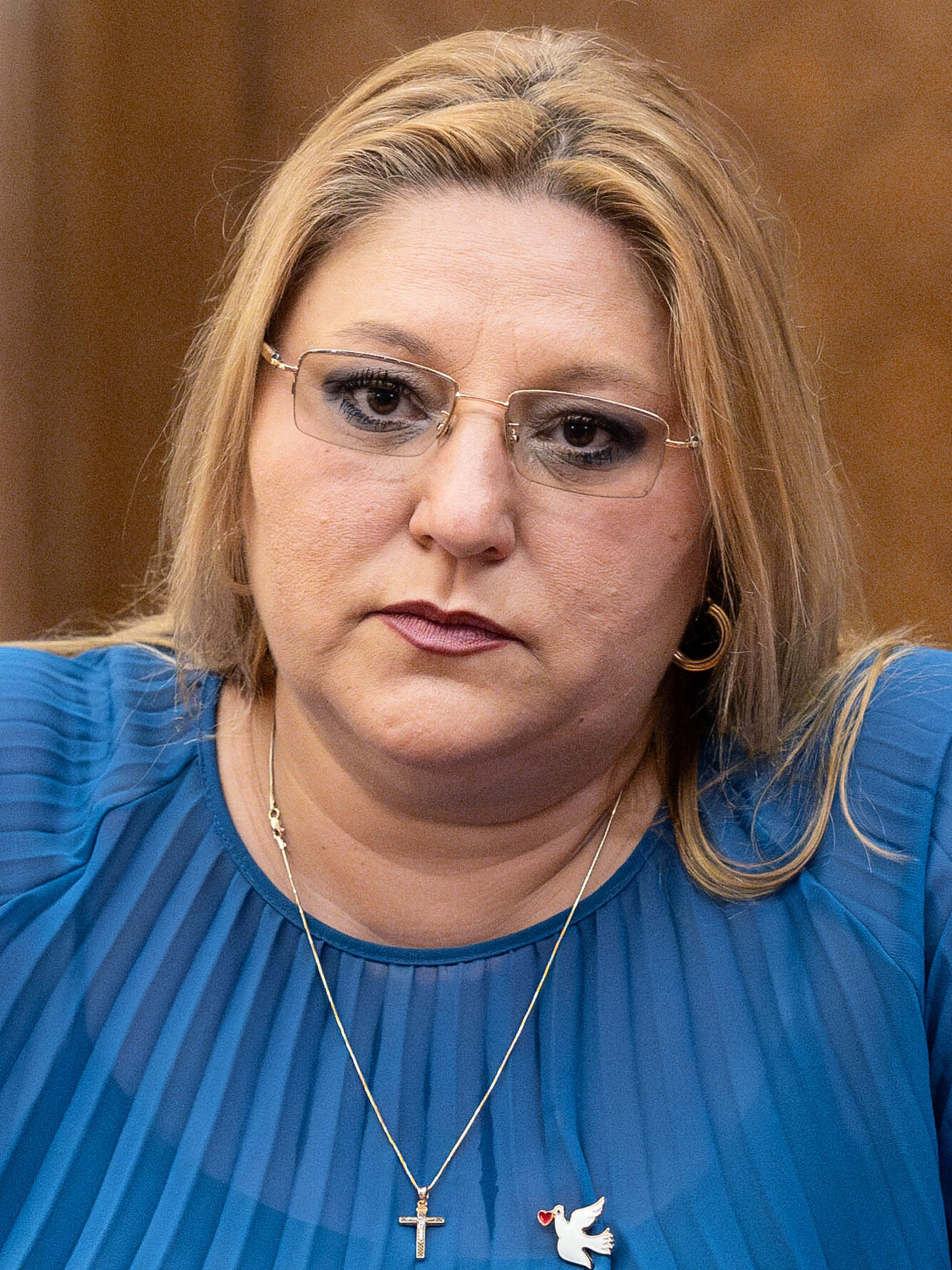
自2022年5月起，S.O.S.羅馬尼亞一直由經罗马尼亚人团结联盟比例代表名單當選參議院议员的迪亚娜·绍什瓦克领导

S.O.S.羅馬尼亞由马里切尔·维济泰乌（-Maricel Viziteu）、阿代卢察·吉布（Adeluța Gib）與曾為罗马尼亚社会党党员的加布里埃尔·吉布（Gabriel Gib）於2021年11月23日成立。2022年5月，經罗马尼亚人团结联盟比例代表名單當選參議院议员的迪亚娜·绍什瓦克加入S.O.S.羅馬尼亞，並成为其主席，S.O.S.羅馬尼亞此後在罗马尼亚政坛开始为人所知。政治分析家與前政治家米龙·米特雷阿稱S.O.S.羅馬尼亞截至2023年7月的选举民意调查中的支持率为5%至6%。绍什瓦克回应稱S.O.S.羅馬尼亞的實際支持率更高，並呼籲大眾不要相信民意调查。
S.O.S.羅馬尼亞曾於2023年10月13日表示有意加入欧洲议会的認同與民主黨（現歐洲愛國黨），但后来有新聞報導称S.O.S.羅馬尼亞将改為加入由德國另類選擇黨领导的联盟。S.O.S.羅馬尼亞在2024年6月9日舉行的歐洲議會選舉中取得兩個歐洲議會席次。同月28日，德國另類選擇黨拒绝S.O.S.羅馬尼亞加入其欧洲议会党团的申请，匈牙利民族主义政党我們的祖國運動表示德國另類選擇黨乃是应其要求而拒絕S.O.S.羅馬尼亞加入的。S.O.S.羅馬尼亞在同年的國會選舉中成功取得28個眾議院席次與12個參議院席次。

## 政治觀點

### 對歐洲聯盟與俄羅斯的看法
绍什瓦克要求羅馬尼亞退出歐洲聯盟，並對北大西洋公约组织持批判態度。S.O.S.羅馬尼亞在其网站上声称反对“俄罗斯與中国的独裁统治”，並支持罗马尼亚加入欧洲联盟，並傾向被形容为“欧洲现实主义”而非“歐洲懷疑主義”。S.O.S.羅馬尼亞也被描述為與俄羅斯關係密切的政黨。绍什瓦克公开支持俄罗斯联邦，並多次到訪俄羅斯的大使馆，其中包括於6月12日（俄羅斯日）到訪俄罗斯驻罗马尼亚大使馆。绍什瓦克在2024年的總統選舉中被拒絕參選後被指控宣传反猶太阴谋论，原因是她在公開言論中向前铁卫团领导人科尔内留·泽莱亚·科德雷亚努致敬，並使用具反犹太主义意涵的比喻。

### 對大羅馬尼亞的支持
S.O.S.羅馬尼亞是大罗马尼亚的支持者，並要求乌克兰归还1940年苏联占领比萨拉比亚和北布科维纳期间吞并而現時属于乌克兰的一部分的领土，乌克兰因而对身為S.O.S.羅馬尼亞主席的绍什瓦克实施制裁。

## 選舉結果

### 歐洲議會選舉
| 选举年 | 得票    | %    | 歐洲議會席次 | 名次  | 欧洲政党 | 歐洲議會黨團 |
| ------ | ------- | ---- | ------------ | ----- | -------- | ------------ |
| 2024   | 450,040 | 5.03 | 2 / 33       | 第5名 | 不適用   | 无所属议员   |

### 國會選舉
| 选举年 | 眾議院  | 眾議院 | 眾議院   | 參議院  | 參議院 | 參議院   | 名次  | 結果                                                                                     |
| 选举年 | 得票    | ％     | 席次     | 得票    | ％     | 席次     | 名次  | 結果                                                                                     |
| ------ | ------- | ------ | -------- | ------- | ------ | -------- | ----- | ---------------------------------------------------------------------------------------- |
| 2024   | 679,923 | 7.36   | 28 / 331 | 718,415 | 7.76   | 12 / 134 | 第5名 | 社會民主黨、國家自由黨、罗马尼亚马扎尔民主联盟少數派政府的反對黨（2024年—2025年）        |
| 2024   | 679,923 | 7.36   | 28 / 331 | 718,415 | 7.76   | 12 / 134 | 第5名 | 社會民主黨、國家自由黨、拯救羅馬尼亞聯盟、罗马尼亚马扎尔民主联盟政府的反對黨（2025年起） |